# Kirstin Maldonado
Kirstin Taylor Maldonado (Fort Worth, Texas; 16 de mayo de 1992) más conocida como Kirstie Maldonado, es una cantante estadounidense. Es conocida por ser la única miembro femenina del grupo a capela, Pentatonix. 

## Carrera
Desde 2011, Kirstie forma parte de Pentatonix, grupo con el que ha ganado premios Grammy en la misma categoría tres años consecutivos.

## Vida privada
Maldonado conoció al cantante y empresario Jeremy Lewis en agosto de 2013 a través de The Sing-Off y comenzaron a salir en octubre del mismo año. Se comprometieron el 29 de mayo de 2016 en París, Francia. En 2017, la pareja aplazo su boda para trabajar en ciertos "problemas" desconocidos y finalmente la canceló en octubre.
Maldonado mantiene actualmente una relación con el cineasta y fotógrafo independiente Ben Hausdorff. Han estado saliendo desde 2018 y han trabajado juntos en diferentes proyectos para Pentatonix. En marzo de 2022, Maldonado anunció que ella y Hausdorff estaban esperando su primer hijo. Su hija nació el 28 de junio de 2022. En marzo de 2023, Maldonado reveló que ella y Hausdorff se comprometieron en Japón. Maldonado se casó con Hausdorff en Texas el 21 de abril de 2024.
Tiene tres perros, dos husky Olaf y Pascal y un pomsky llamado Floof, a los cuales documenta frecuentemente en sus redes sociales.

## Antes de la fama
Maldonado asistió a Holy Rosary Catholic School y más tarde a Martin High School.
En Martin High School, conoció a Scott Hoying con quien ella y Grassi más tarde formarían Pentatonix. Los tres amigos crearon un trío de a cappella y comenzaron a llamar la atención alrededor de su escuela por sus covers de canciones populares. Maldonado se graduó de Martin High School en 2010 y asistió a la Universidad de Oklahoma, donde se desempeñó como Musical Theatre Performance. Ella se retiró para formar Pentatonix.

## Carrera a solitario
Hubo un tiempo en el que Maldonado interpretaba a Lauren en el musical de Broadway, Kinky Boots, junto al cantante Jake Shears y el comediante Wayne Brady, hasta el 26 de abril de 2018. El 14 de julio del 2017 sacó un EP llamado L O V E que incluye las canciones:
- Break A Little
- All Night
- Something Real
- See It
- Naked
- Bad Weather

Además, ha sacado varias canciones de estilo pop, entre las que se incluyen:
- Dose Of You (en colaboración con Helena Legend)
- Got the Feeling (en colaboración con Syn Cole)
- Hey, Guapo (en colaboración con Play-N-Skillz)